# Galaxie Sport
Galaxie Sport byl český sportovní televizní kanál, který vysílal od 1. dubna 2002 do 4. října 2008. Na kanálu byla vysílána utkání Premier League, NFL, NBA, MLB, NHL, F1, ATP a další sportovní události. Stanice Galaxie Sport byla v říjnu 2008 přejmenována na stanici Nova Sport.